# Siemibugry
Siemibugry (ros. Семибугры) – wieś w Rosji, w obwodzie astrachańskim, w rejonie kamyziakskim. W 2010 liczyła 1778 mieszkańców, głównie Kazachów.